# Колмар фон дер Голц
Колмар фон дер Голц (Билкенфелд, 12. август 1843 — Багдад, 19. април 1916) је био пруски фелдмаршал, турски паша и војни историчар.

## Војна каријера
Рођен је у Источној Пруској близу данашњег Полеска у Русији у осиромашеној племићкој породици. Његов отац није напредовао у војсци даље од чина потпоручника ни након 19 година службе. Подједнако неуспешан је био и у пољопривреди. Отац му је умро од колере кад је Колмар имао шест година.
Колмар је 1861. почео да служи војску као нижи официр, а од 1863. до 1864. био је граничар у Торуњу. Уписао је војну академију 1864, али привремено прекида студије 1866. због учешћа у аустријском рату, у коме је и рањен. Током 1867. придружује се топографској секцији генералштаба, па је почетком француско-пруског рата 1870—1871. био у штабу командујућег генерала пруске друге армије принца Фридриха Карла Пруског. Суделовао је у две битке и у опсади Меца. После тога је суделовао у камапањи у Лоари, укључујући битке код Орлеана и Ле Мана.
Постао је 1871. професор војне школе у Потсдаму. Унапређен је у капетана и постављен је у историјски одео генералштаба. Тада је написао дело "Операције друге армије до предаје Меца" и "Седам дана Ле Мана". Оба дела је написао 1873. Током 1874. постао је генералштабни официр 6. дивизије и тада је написао "Операције друге армије на Лоари" (1875) и "Леон Гамбета и његове војске"(1876). Задње дело је одмах преведено на француски и многи историчари га сматрају његовим најоригиналнијим доприносом војној литератури. Због тога дела је прекомандован, али након некога времена је враћен у историјску секцију. На војној академији у Берлину је предавао војну историју од 1878. Ту је остао 5 година и унапређен је у мајора. Ту је поново написао нова дела.

## Служба у Османском царству
Султан Абдул Хамид II је 1883. тражио да му Немачка помогне при реорганизацији отоманске војске. Барон фон дер Голц је послан у Турску. Провео је 12 година у Османском царству. После неколико година добио је титулу паше, а 1895, управо пред повратак у Немачку именован је муширом (фелдмаршалом). Називали су га Голц паша. Турска војска је била значајно унапређена, тако да се добро понела у Грчко-турском рату 1897.
Када се вратио у Немачку постао је генерал-потпуковник и командант 5. дивизије. Генерал пешадије је постао 1900, а 1902. командант Првог армијског корпуса. Након маневара у 1911. постао је фелдмаршал и пензионисан је.

## Позив и активирање
Када је избио Први светски рат позван је из пензије, активиран и постављен за војног гувернера Белгије. Био је немилосрдан према остацима белгијског отпора. Белгијски покрет отпора је углавном деловао снајперима и оштећењима железнице и телеграфских линија. Наредио је да се морају без милости кажњавати не само они који су у покрету отпора, него да морају бити кажњена сва насеља око места где се деси напад на железницу или телеграфске линије. Наредио је да се из села близу важних објеката узму таоци и да се таоци убију ако се деси напад.

## Месопотамијска кампања
Вон дер Голц се није ту дуго задржао. Постао је војни саветник султана Мехмеда V, који је био без у суштини без праве власти. Фон дер Голц се није слагао са шефом немачке мисије у Османском царству Отом Лиманом фон Сандерсом. Енвер паша је био носилац стварне власти у Османском царству. Није био склон фон дер Голцу. Међутим када су Британци у Месопотамијској кампањи почели напредовати према Багдаду, Енвер паша је поставио средином октобра 1915. фон дер Голца на чело пете армије. Командовао је током битке код Ктесифона 1915. Битка је завршила нерешено, јер су се после битке обе стране повукле.
Ипак Британци више нису напредовали према Багдаду, него су наставили са повлачењима, а фон дер Голц их је гањао. Пошто су Британци одлучили да се не повуку до Басре, него да се утврде у Куту, фон дер Голц је започео опсадом Кута. Опсада Кута је трајала од 7. децембра 1915. до 29. априла 1916. Турска војска под Голцовом командом морала се борити против британских покушаја да се ослободи гарнизон у Куту, а у исто време да држи Кут под опсадом. Британци су три пута покушали пробој опсаде, али били су то безуспешни покушаји. После првог покушаја продора генерал Никсон је смењен и замењен генералом Лејком. Британци су имали 23.000 жртава у покушајима пробоја опсаде. Британци су се предали у Куту 29. априла 1916, па је 8.000 војника завршио у отоманском заробљеништву. Више од половине британских војника је умрло у ратном заробљеништву услед присилног тешког рада.

## Смрт
Голц је умро 19. априла 1916, две недеље пред пад Кута. Постојале су гласине да није умро од тифуса, него да су га отровали турски официри. Постојала је могућност да су прорадили националистички осећаји међу турским официрима, јер чињеница је да је отоманска армија победила у Месопотамији само под командом паше Голца. После његове смрти отоманска војска више није победила ни у једној бици у Месопотамији.
Голц је био кратко укључен и у догађаје током геноцида над Јерменима. Почетком 1916. десила се побуна Јермена у Едеси. Голц је преговарао са Јерменима и обећао им да неће бити депортовани ако се предају. Голц није могао да испуни своје обећање, јер су турске власти депортовале Јермене.

## Делимична листа радова
-{
- Feldzug 1870-71. Die Operationen der II. Armee. Berlin, 1873.
- Angeline. Stuttgart, 1877.
- Leon Gambetta und seine Armee. Berlin, 1877.
- Rossbach und Jena. Studien über die Zustände und das geistige Leben der preußischen Armee während der Uebergangszeit von XVIII. zum XIX. Jahrhundert. Berlin, 1883.
- Das Volk in Waffen, ein Buch über Heerwesen und Kriegführung unserer Zeit. Berlin, 1883.
- Ein Ausflug nach Macedonien. Berlin, 1894.
- Kriegführung. Kurze Lehre ihrer wichtigsten Grundsätze und Formen. Berlin, 1895.
- Anatolische Ausflüge, Reisebilder von Colmar Freiherr v. d. Goltz; mit 37 Bildern und 18 Karten. Berlin, 1896.
- Krieg- und Heerführung. Berlin, 1901.
- Von Rossbach bis Jena und Auerstedt; ein Beitrag zur Geschichte des preussischen Heeres. Berlin, 1906.
- Von Jena bis Pr. Eylau, des alten preussischen Heeres Schmach und Ehrenrettung; eine kriegsgeschichtliche Studie von Colmar Frhr. v. d. Goltz. Berlin, 1907.
- Jung-Deutschland; ein Beitrag zur Frage der Jugendpflege. Berlin, 1911.
- Kriegsgeschichte Deutschlands im neunzehnten Jahrhundert. Berlin, 1910-1912.
- 1813; Blücher und Bonaparte, von Feldmarschall Frhn. v. d. Goltz.. Stuttgart and Berlin, 1913.

}-